# Mireya Delgado
Mireya Delgado est une ancienne joueuse de volley-ball espagnole, née le 5 novembre 1991 à Gijón (Asturies). Elle mesure 1,82 m et jouait au poste de réceptionneuse-attaquante. Elle a mis un terme à sa carrière de volleyeuse professionnelle en 2015.

## Clubs
| Club                  | De        | À         |
| --------------------- | --------- | --------- |
| Universidad de Burgos | 2009-2010 | 2011-2012 |
| SES Calais            | 2012-2013 | 2012-2013 |
| CV Alcobendas         | 2013-2014 | 2013-2014 |
| Haifa VC              | 2014-2015 | 2014-2015 |

## Palmarès
- Coupe d'Espagne
  - Finaliste : 2010.